# Río Baker (río Skagit)
El río Baker es un afluente del río Skagit en el estado de Washington, tiene aproximadamente 30 millas (48 km) de largo y fluye hacia el sur. Nace en la parte norte de las montañas Cascada al norte de Seattle, y al este del monte Baker, con una superficie de drenaje de aproximadamente 700 km² en un valle amplio y profundo que hace parte de manera parcial del Parque Nacional de las Cascadas del Norte. Es el último gran afluente del río Skagit antes de desembocar en la Bahía de Skagit. El río fluye a través de Concrete cerca de su desembocadura y tiene dos represas hidroeléctricas que son propiedad de Puget Sound Energy.

## Curso del río
El río Baker nace cerca de Whatcom Peak en la cordillera de las Cascadas, en la sección norte del parque nacional de las Cascadas del Norte. Fluye desde el valle del río Baker al noreste del monte Shuksan hacia el sur. La mayor parte del tiempo, el río fluye hacia el suroeste a través de un escarpado valle glaciar, en el que recibe varios pequeños arroyos glaciares de las montañas circundantes. Gran parte de la mitad sur está represada en dos lagos artificiales, los cuales forman parte del Proyecto Hidroeléctrico del Río Baker. El primer lago, que está confinado por la presa Upper Baker, tiene 14 km de largo. (El lago era originalmente un lago natural hasta que su nivel fue contenido por una presa de 95 m de altura.) El lago Shannon, confinado por la presa Lower Baker, comienza justo más allá del lago Baker y se extiende por 7,5 millas (12,1 km) río abajo. Más allá de la presa Lower Baker, el río ya no tiene represas, excepto una pequeña presa en una escalera de peces, y desemboca en el río Skagit después de unos dos kilómetros.
La mayor parte del lago Baker se encuentra dentro del bosque nacional Mount Baker-Snoqualmie. La presa superior está en el condado de Whatcom y la presa Baker Inferior está en el condado de Skagit, que está situado al norte de Concrete. Ambas represas son propiedad de Puget Sound Energy.

## Naturaleza
El salmón rojo panadero es la única población superviviente de salmón rojo en la cuenca del río Skagit. El Departamento de Pesca y Vida Silvestre de Washington descubrió que el salmón rojo Baker es genéticamente diferente de otros salmones rojos. Alrededor de 1992, el estado de la especie figuraba como "en peligro de extinción". En 1985 sólo se encontraron 92 adultos. Sin embargo, desde la década de 1990, la población se ha recuperado algo, en parte debido a mejoras que ha habido en el sistema de captura y transporte. En 2003 se contaron un máximo de 20 235 peces.
Antes de que se construyera la presa Lower Baker en 1925, los peces tenían acceso al río y al todavía natural lago Baker. La migración anual del salmón rojo se estimó en ese momento en aproximadamente 20 000 peces. La expansión artificial comenzó alrededor de 1896, cuando el estado de Washington estableció una estación de reproducción en el lago Baker. Fue el primero que fue construido para el salmón rojo. La estación fue cerrada en 1933. En 1959, la entonces construida presa Upper Baker inundó el lago Baker original y el valle circundante, incluidas las zonas de desove del salmón rojo Baker. Se construyeron zonas de desove artificiales en el extremo superior del nuevo lago Baker. En 1990, se construyó una zona de desove artificial adicional en el arroyo Sulphur. Todo el salmón rojo que regresa se captura en la presa Lower Baker y se transporta luego a las zonas de desove artificiales.
El río Baker también proporciona hábitat para otros peces como el salmón coho.

## Afluentes
Los afluentes del río Baker se enumeran aquí, vistos desde río arriba (I = izquierda, D = derecha).
- Arroyo Thunder (I)
- Arroyo Oso
- Arroyo Rocky (D)
- Arroyo Sulphur (D)
- Arroyo Anderson
- Arroyo Sandy (D)
- Parque Creek (D)
- Arroyo Swift (D)
  - Arroyo Morovitz
- Arroyo Shannon (D)
- Arroyo Shuksan Lake (D)
- Arroyo Blum (I)
- Arroyo Sulfuro (D)
- Arroyo Bald Eagle
- Arroyo Pass
- Arroyo Picket (I)
- Arroyo Mineral